# Haemorhous cassinii
El camachuelo de Cassin (Haemorhous cassinii) también conocido como pinzón de Cassin, carpodaco de Cassin o fringílido de Cassin, es una especie de ave paseriforme de la familia Fringillidae. Habita en los bosques de coníferas de las montañas del oeste de América del Norte. Su nombre conmemora a John Cassin, conservador en la Academia de Ciencias Naturales de Filadelfia.